# AEIOU

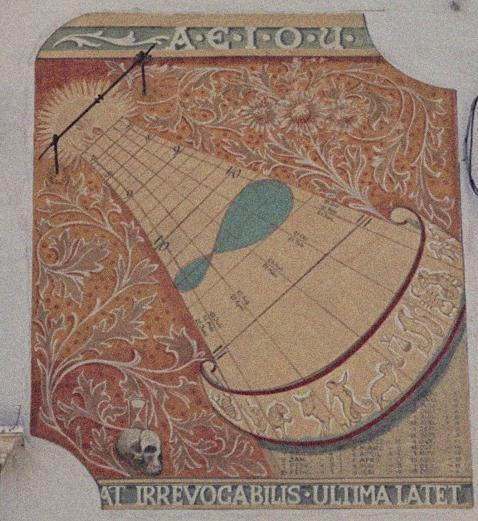
Una meridiana a Merano (BZ) recante l'iscrizione AEIOU

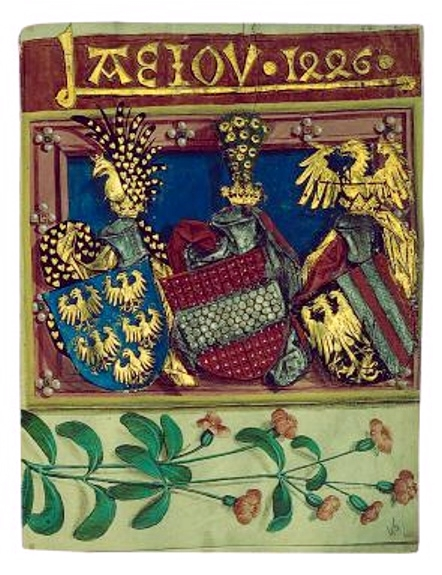
Miniatura nel Handregistratur di Federico III d'Asburgo, (1446)

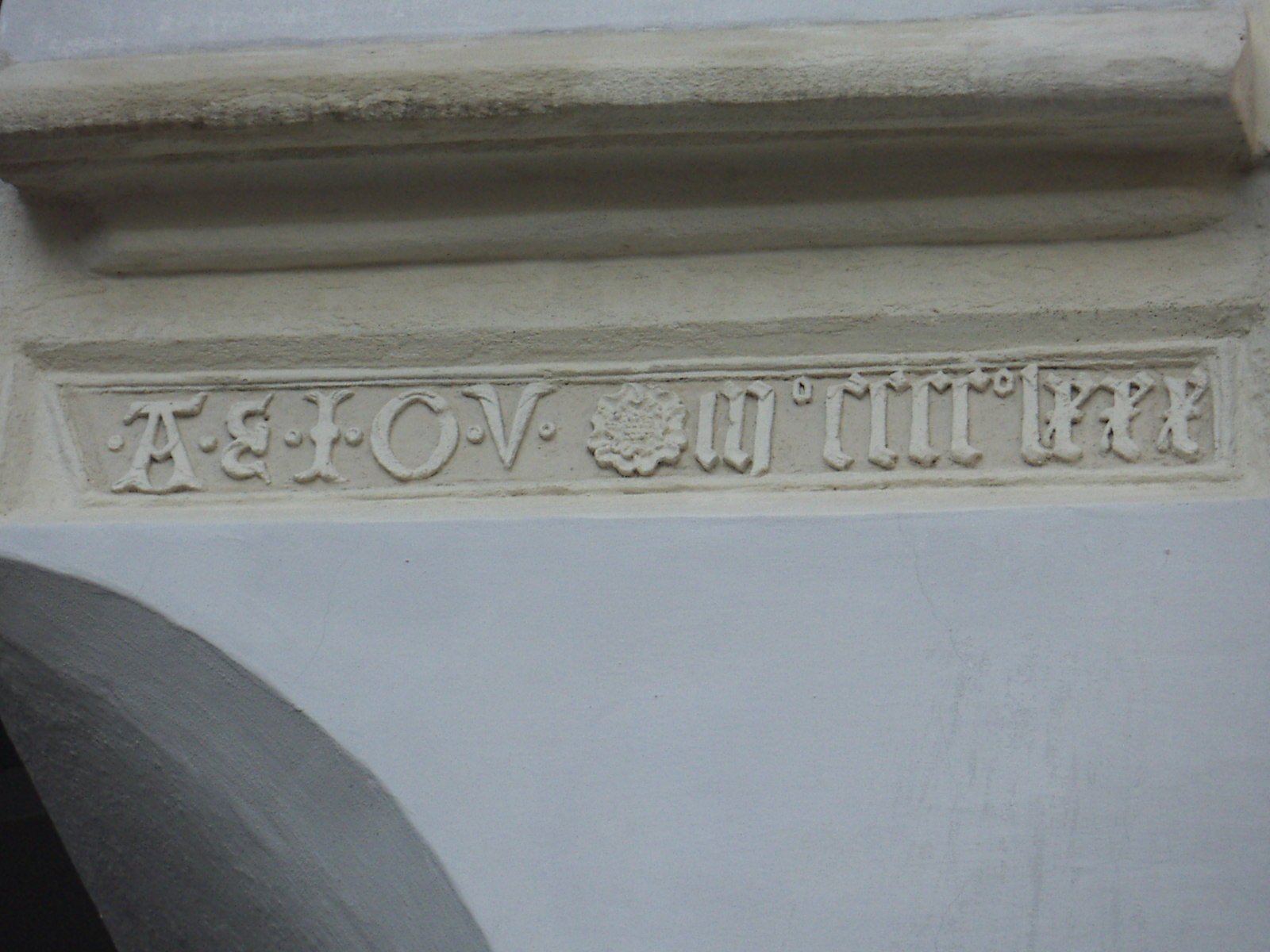
Iscrizione A.E.I.O.U. sulla Steiner Tor a Krems (AT-3, Austria)

AEIOU, o A.E.I.O.U., era un acronimo utilizzato dai sovrani della Casa d'Asburgo. L'imperatore Federico III, che aveva un'inclinazione per le formulazioni legate al mito, faceva contrassegnare abitualmente edifici ed oggetti con questa sigla. All'epoca l'imperatore non ne esplicitò il relativo significato, benché poco prima della morte avesse affermato che significasse (DE)  "Alles Erdreich Ist Österreich Untertan", ovvero "L'intero mondo è soggetto all'Austria". Tuttavia questa interpretazione è discutibile e ne sono state avanzate diverse altre verosimili, quasi tutte sulla falsariga dello slogan politico:
- (LA)  Austria est imperio optime unita: L'Austria è ottimamente unita (al concetto di) Impero
- (LA)  Austria erit in orbe ultima: L'Austria sarà l'ultima (a sopravvivere) al mondo[2]
- (LA)  Austriae est imperare orbi universo: Spetta all'Austria governare il mondo[2][3]
- (LA)  Augustus est iustitiae optimus vindex: L'imperatore è il migliore vendicatore della giustizia
- (LA)  Austria Est Imperatrix Omnis Universi: L'Austria è imperatrice di tutto il mondo

Tutte queste versioni non si riferiscono all'Austria odierna, ma al grande Impero degli Asburgo, il quale nel momento di sua espansione massima (XVI secolo) fu definito dal suo stesso sovrano Carlo V «il regno su cui non tramonta mai il sole». Nel 1951 Eugen Rosenstock-Huessy propose l'interpretazione:
- (LA)  Austria Europae Imago, Onus, Unio: L'Austria è l'immagine dell'Europa alla prova dell'unificazione

## Altri significati
AEIOU può anche rappresentare l'anagramma (IAOUE) della traslitterazione in latino o tedesco del Tetragramma biblico יהוה, l'innominabile appellativo di Dio, in allusione al diritto divino degli Asburgo sui territori della casata, del Sacro Romano Impero e forse dell'intero mondo.
È importante ricordarsi della predilezione degli Asburgo per la simbologia e gli slogan. Ad esempio sempre lo stesso Federico III creò il logo di una mano recante una spada sopra un libro aperto, con l'iscrizione "Quello regola, questa difende" o parecchi altri. Suo figlio Massimiliano I d'Asburgo, uno dei principali artefici della creazione del mito degli Asburgo, predilesse il motto "Prendi le misure e guarda all'obiettivo".
Un ulteriore significato della serie delle vocali venne suggerita in occasione dell'ultimo Congresso Eucaristico celebrato nell'Austria Imperiale, ed anagrammato in questo modo: Adoretur Eucharistia In Orbe Universo; ciò a significare lo stretto legame e la proverbiale devozione della Casa d'Austria verso il Santissimo Sacramento dell'Eucaristia. Si rammenti come l'Imperatore e Re partecipava alla Processione del Corpus Domini in forma solenne e a piedi dietro il baldacchino, quasi fosse l'atto più solenne dell'anno.
C'è anche la versione tedesca di AEIOU: Alles Erdlich Ist Österreich Untertan (tutto ciò che è di questa terra è sottomesso all'Austria). Altre fonti riportano una citazione leggermente diversa, Alles Erdreich Ist Österreich Untertan, ossia "Tutto il regno della Terra è sottomesso all'Austria .
Da citare anche il canone inverso, UOIEA in latino: Undique Orbis Imperium Est Austriae.
E ancora, la versione "antitedesca" che, da diverse fonti, risulta in voga nell'Ottocento: Austria Erit Imperio Orbata Undique, ovvero "Da ogni parte l'Austria sarà privata del suo impero".
Recenti ricerche hanno dimostrato che la cancelleria romana di Federico III usava l'interpretazione En amor electis iniustis ordinor ultor. Sic Fridericus ego mea iura rego come motto ufficiale. È stato anche dimostrato che questa interpretazione era la variante più comunemente usata nel XV secolo. Si è espressa l'opinione che si trattasse di uno stemma araldico.